# قرناء (نبات)
قَرْناء أو قَرْنِيَّة أو زهرةُ القُرون (الاسم العلمي: Cerastium)، جنس نباتات حولية، شتوية حولية، أو معمرة من فصيلة القرنفلية. توجد أنواعه في جميع أنحاء العالم تقريبًا ولكن التركيز الأكبر له في المناطق المعتدلة الشمالية. يضم حوالي 200 نوع. وهناك عدد من حشائشه الضارة توجد في الحقول وعلى الأراضي المُضطربة.